# 玄泽焕
玄泽焕（현택환；1964年出生）是一位韩国化学家。他是首尔国立大学化学与生物工程学院特聘教授、基础科学研究院纳米粒子研究中心主任，以及《美国化学会志》副主编。
玄泽焕因其在尺寸均一的纳米晶体的化学合成及功能性纳米材料的各种应用方面的开创性工作而获得认可。2011年，他被联合国教科文组织与国际纯粹与应用化学联合会评为十年间“顶尖100位化学家”中引用量排名第37位的化学家，在材料科学领域排名第19位。他在知名国际期刊上发表了超过350篇论文，被引用超过70000次，h指数为 137。2014年以来，他一直被科睿唯安列为化学和材料科学领域的高被引科学家，并于2020年成为科睿唯安引文桂冠奖得主。

## 生平
玄泽焕出生于韩国大邱广域市达城郡。他于1987年获得首尔国立大学化学系学士学位，1989年获得硕士学位，并于1996年在伊利诺伊大学厄巴纳-香槟分校师从肯尼斯·S·苏斯利克（Kenneth S. Suslick）获得无机化学博士学位。在伊利诺伊期间，玄泽焕研究纳米结构催化和磁性材料的声化学合成。1996年6月至1997年7月，他在西北大学的Wolfgang M. H. Sachtler课题组担任博士后研究员。 他于1997年加入首尔国立大学化学与生物工程学院任教。

## 职业生涯
玄泽焕是尺寸均一的纳米颗粒的合成、组装及生物医学应用领域的先驱者。特别是，他的研究小组开发了一种名为“热注入法”的新通用合成策略，用于生产多种过渡金属及其氧化物的尺寸均一的纳米颗粒，且无需进行尺寸筛选。利用这种简单且廉价的方法，他的团队进而设计和制造了用于生物医学应用的多功能纳米结构材料。玄泽焕开发了一种利用生物相容性氧化锰纳米颗粒的新型T1磁共振成像（MRI）对比剂，可清晰呈现小鼠大脑的详细解剖结构。他的团队报道了将尺寸均一的磁性磁铁矿纳米颗粒固定于孔径均一的介孔二氧化硅球体上，用于同时进行MRI、荧光成像和药物递送。2013年，他们首次展示了使用生物相容性好且亮度高的Mn2+掺杂ZnS纳米晶进行高分辨率体内三光子成像。尺寸均一的氧化铁纳米簇被成功用作T1磁共振对比剂，用于猕猴的高分辨率磁共振血管成像。
他的研究兴趣还包括设计纳米材料的结构并将其应用于锂离子电池、燃料电池电催化剂、太阳能电池和热电材料。其团队于2013年首次报道了金属氧化物纳米晶中的电化学置换反应，并成功合成了包括Mn3O4/γ-Fe2O3在内的多种多金属氧化物空心纳米晶。
他已在材料研究学会（Materials Research Society）、美国化学会（American Chemical Society）和戈登研究会议（Gordon Research Conferences）赞助的会议上发表了超过30场邀请讲座，并在加州大学伯克利分校（UC-Berkeley）、斯坦福大学（Stanford）、哈佛大学（Harvard）、麻省理工学院（MIT）、康奈尔大学（Cornell）和哥伦比亚大学（Columbia）发表了超过20场邀请讲座。

## 荣誉与奖项
- 2025年：伊利诺伊大学厄巴纳-香槟分校Madhuri 和 Jagdish N. Sheth 杰出国际校友奖[7]
- 2024年：美国国家工程院国际会员[8][9]
- 2023年：瑞典皇家工程科学院（Royal Swedish Academy of Engineering Sciences）国际会士[10][11]
- 2022年：韩国工程院（National Academy of Engineering of Korea）奖[12]
- 2020年：韩国生物领域五大新研究成果[13][14]
- 2020年：科睿唯安引文桂冠奖[5]
- 2017年：首尔国立大学（SNU）特聘教授
- 2016年：韩国顶尖科学家和技术专家奖（Top Scientist and Technologist Award of Korea），[15]
- 2016年：IUVSTA技术奖（国际真空科学技术与应用联盟，International Union for Vacuum Science, Technique and Applications）
- 2014年：高被引科学家，科睿唯安（Clarivate Analytics），化学领域（2014–2019），材料科学领域（2014–2019）[16]
- 2013年：材料研究学会（Materials Research Society）会士[17]
- 2012年：韩国工程院（National Academy of Engineering of Korea）院士
- 2012年：湖岩工程奖（Ho-Am Prize in Engineering），三星湖岩基金会（Samsung Hoam Foundation）[18]
- 2011年：韩国100位领袖人物（100 Leaders in Korea），《东亚日报》[19]
- 2000–2010年十年间“顶尖100位化学家”（"Top 100 Chemists" of the decade），汤森路透（Thomson Reuters）（2011年）[20][21]
- 2010年：韩国科学技术院院士
- 2010年：首尔国立大学（SNU）特聘研究员
- 2008年：朴宰范奖，朴宰范基金会[22]
- 2007年：新阳科学奖，新阳基金会
- 2006年：英国皇家化学学会（Royal Society of Chemistry）会士
- 2005年：韩国化学会无机化学分会优秀研究员奖
- 2005年：第四届杜邦科技奖，杜邦韩国公司
- 2002年：韩国科学技术部月度科学家奖
- 2002年：第五届韩国青年科学家奖（由韩国总统每两年颁发给特定领域的一位研究者）
- 2001年：韩国化学会-Wiley青年化学家奖，韩国化学会
- 2001年：韩国科学技术院青年科学家奖（Young Scientist Award）[23]
- 1996年：T. S. Piper 奖，伊利诺伊大学厄巴纳-香槟分校，无机化学领域
- 1993–1996年：伊利诺伊大学化学系奖学金
- 1991–1996年：韩国政府海外奖学金